# Stimmbürger
Stimmbürger (auch Stimmberechtigter) bezeichnet Menschen, die stimmberechtigt sind, also aktiv an Wahlen und Abstimmungen (Plebiszite) teilnehmen dürfen. Der Begriff Wahlberechtigter stellt auf Wahlen im Rahmen der repräsentativen Demokratie ab, während dem Stimmbürger zusätzlich das Recht zukommt, an Sachentscheidungen mitzuwirken.
Nicht jeder Bürger, also Staatsangehörige, ist Stimmbürger. So ist das Stimmrecht an ein Mindestalter, in der Regel Volljährigkeit, gebunden. Zudem kann das Stimmrecht etwa bei Geisteskrankheit nicht ausgeübt werden. Bestimmte Straftaten können die Aberkennung des Stimmrechts zur Folge haben. Umgekehrt muss aber ein Stimmbürger auch nicht notwendig Staatsangehöriger sein. In Deutschland sind „bei Wahlen in Kreisen und Gemeinden […] auch Personen, die die Staatsangehörigkeit eines Mitgliedstaates der Europäischen Gemeinschaft besitzen, nach Maßgabe von Recht der Europäischen Gemeinschaft wahlberechtigt und wählbar“ (Art. 28 Abs. 1 Satz 3 GG).

## Stimmbürger in der Schweiz
Der Begriff ist in der Schweiz weit verbreitet und wird auch im Zusammenhang mit dem Abstimmverhalten verwendet. Dabei steht Stimmbürger nicht nur für die Personen, die an einer bestimmten Abstimmung während einer Stimmbürgerversammlung aktiv teilgenommen haben. Auch Umfragen im Vorfeld von Abstimmungen benutzen den Begriff Stimmbürger, um damit klarzumachen, dass nur Personen befragt wurden, die an dieser Abstimmung auch teilnehmen dürfen. Und auch im Zusammenhang mit den anderen Volksrechten wird der Begriff oft verwendet. Denn so dürfen Unterschriften für Volksinitiativen nur von stimmberechtigten Bürgern gesammelt werden. Somit müssen mehr als 100'000 Stimmbürger eine Eidgenössische Volksinitiative unterzeichnen, damit diese zustande kommt.
In Ausnahmefällen kann man das Stimmrecht in der Schweiz auch verlieren (z. B. bei Entmündigung), ohne dabei alle anderen Bürgerrechte zu verlieren.
Synonym werden die Begriffe Volk (=Stimmvolk) und der Souverän verwendet. Letzterer bezieht sich auf den Grundsatz: Das Volk ist der Souverän.
Siehe auch
- Stimmberechtigte

## Stimmbürger in Deutschland
Gemäß Art. 20 Abs. 2 Satz 2 Halbsatz 1 GG kann das Volk in der Bundesrepublik Deutschland seine gemäß Art. 20 Abs. 2 Satz 1 GG ausschließlich von ihm ausgehende Staatsgewalt auch in Abstimmungen ausüben. Zwar ist sich die herrschende deutsche Politik darüber einig, dass direkte Demokratie durch Volksabstimmungen oder Volksentscheide außer in den Ausnahmefällen der Art. 29 GG und Art. 146 GG kein Bestandteil des Grundgesetzes für die Bundesrepublik Deutschland wäre; dementgegen steht jedoch der Wortlaut des Artikel 20 GG, welcher jede Art von direkten Abstimmungen durch die Bürger ausdrücklich zulässt, indem er allgemein und ohne Einschränkungen von Abstimmungen spricht. Ausgehend vom weiteren Wortlaut steht dieses Recht des Volkes noch vor dem Recht der besonderen Organe der Volksvertretung in Form der Gesetzgebung, der vollziehenden Gewalt und der Rechtsprechung zur Ausübung der Staatsgewalt (pouvoir constitué).